# 商場

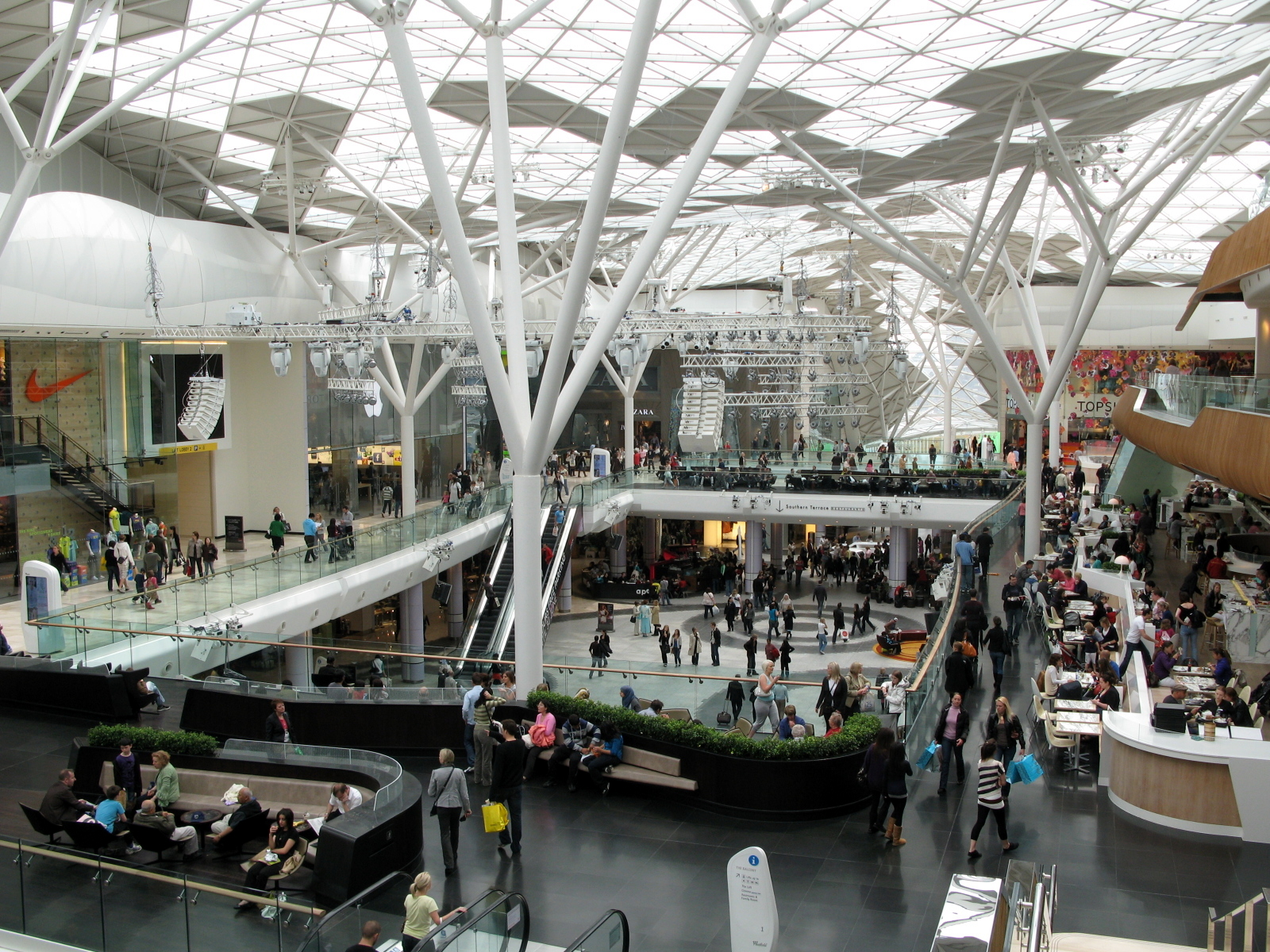
英國倫敦Westfield London

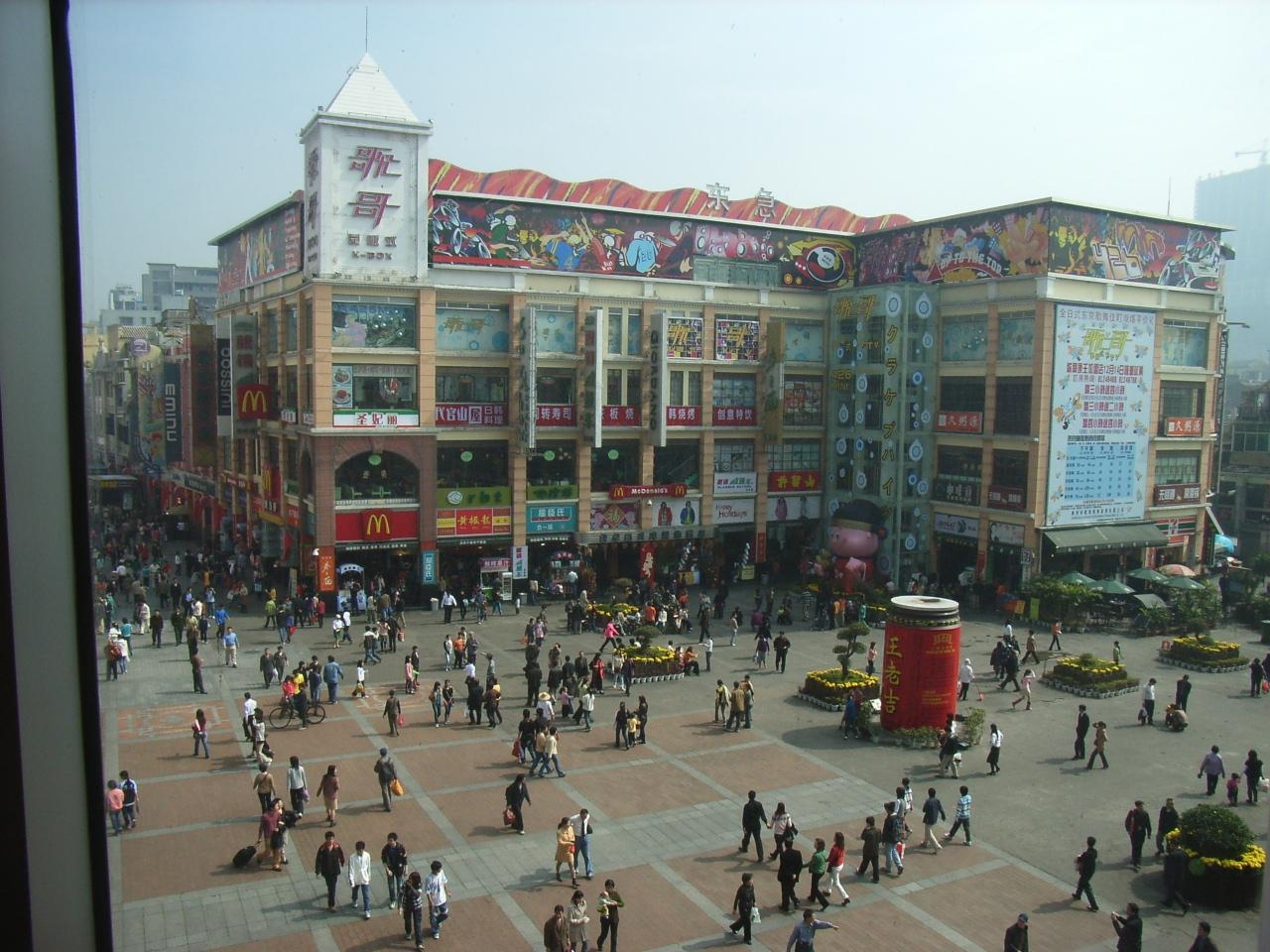
廣州上下九步行街廣場

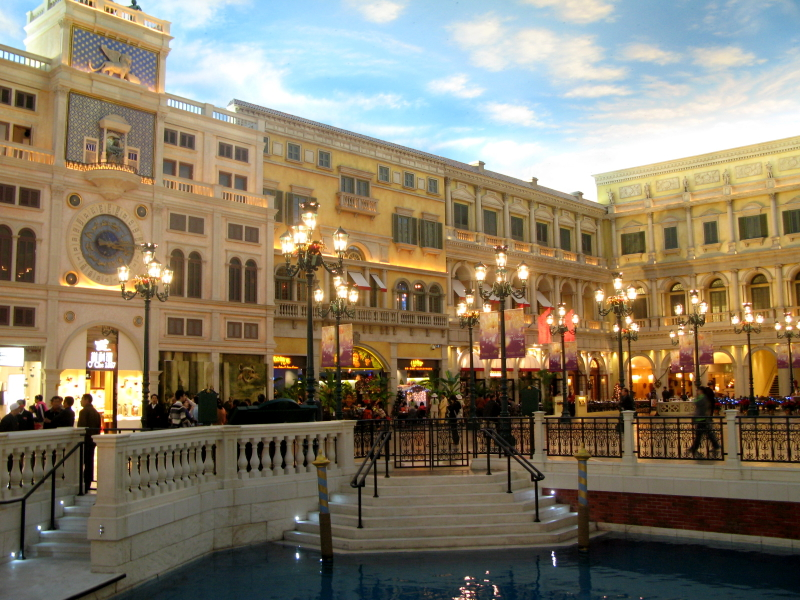
澳門大運河購物中心

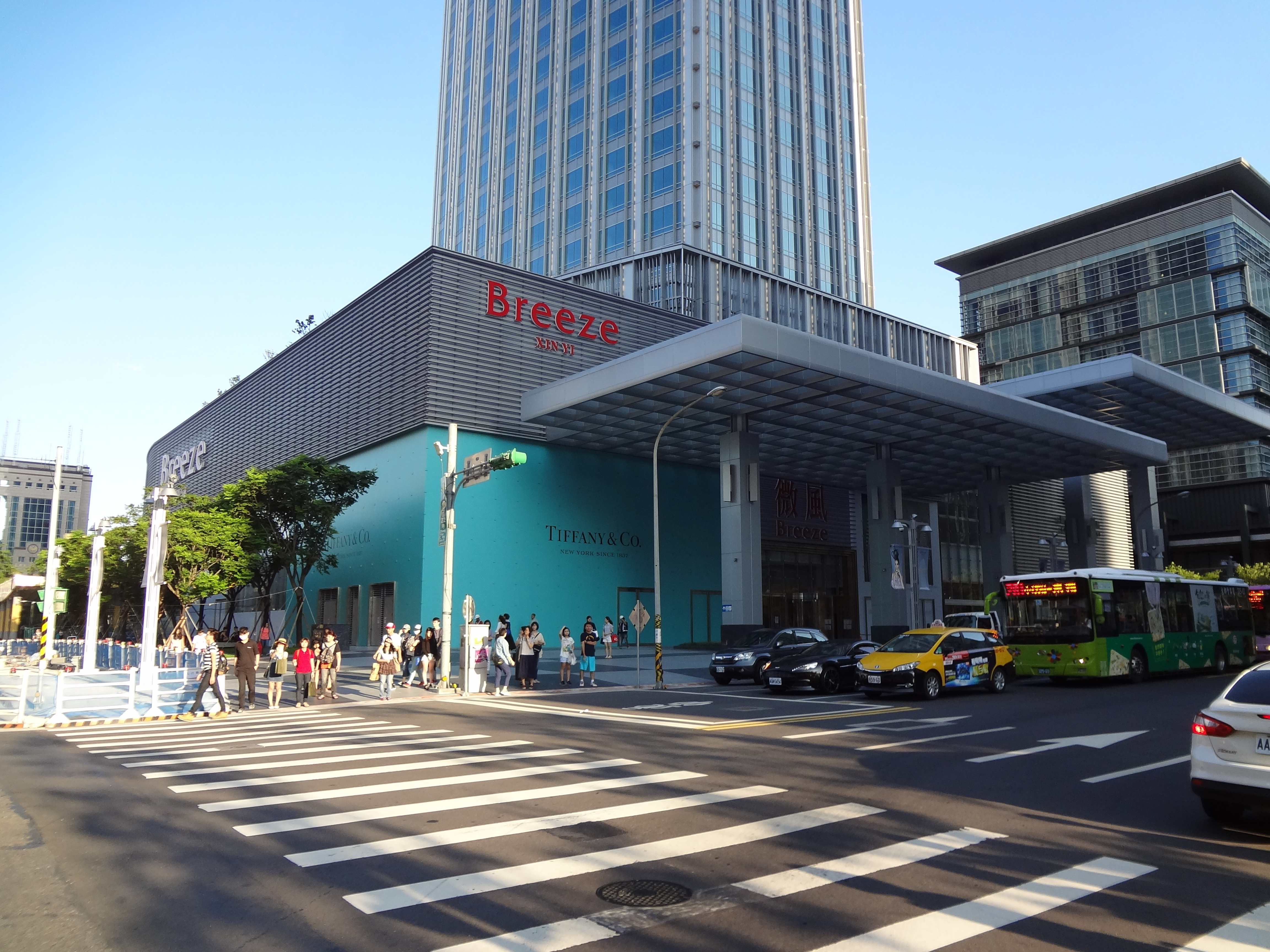
台灣臺北市微風信義

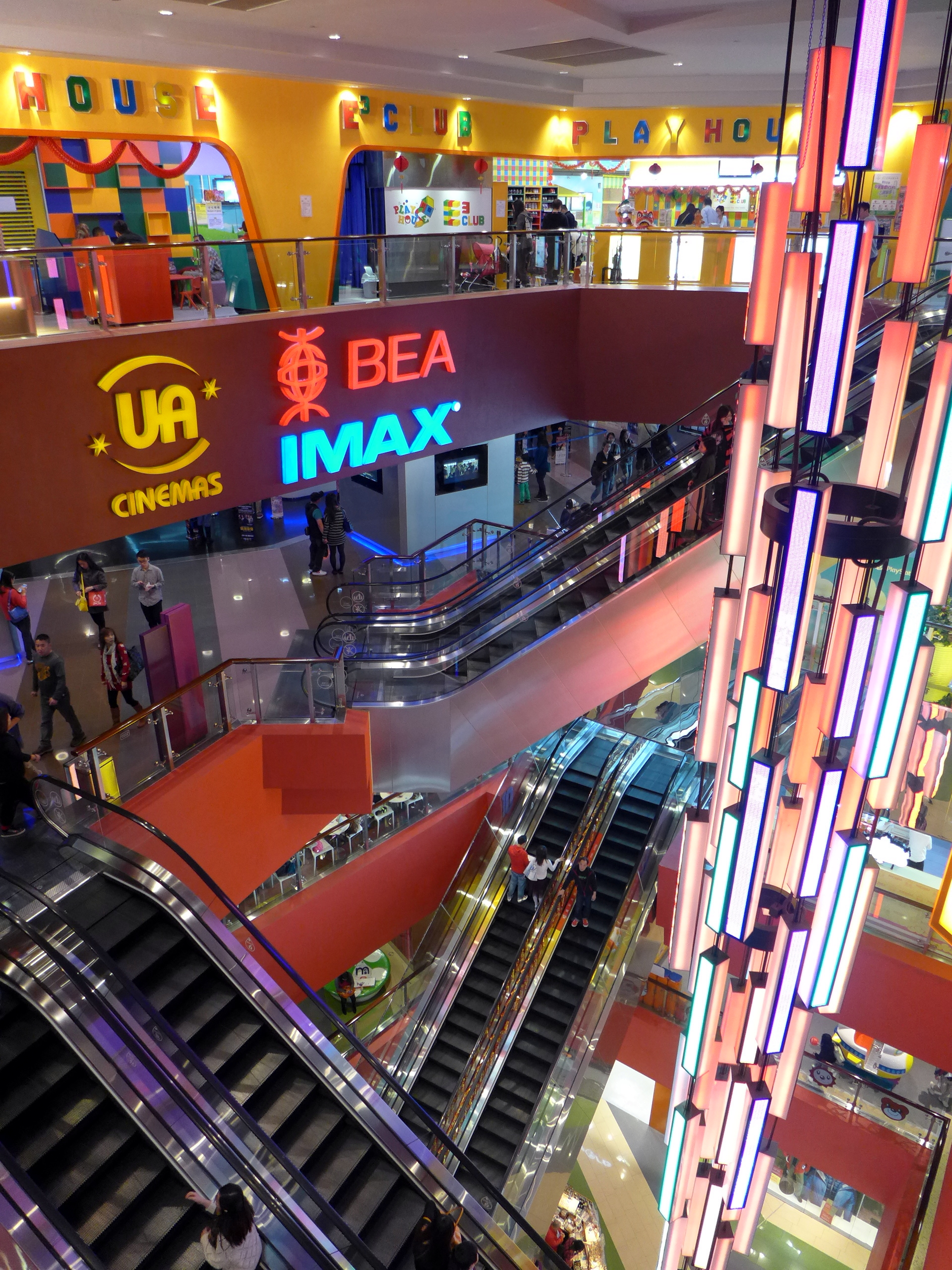
香港MegaBox

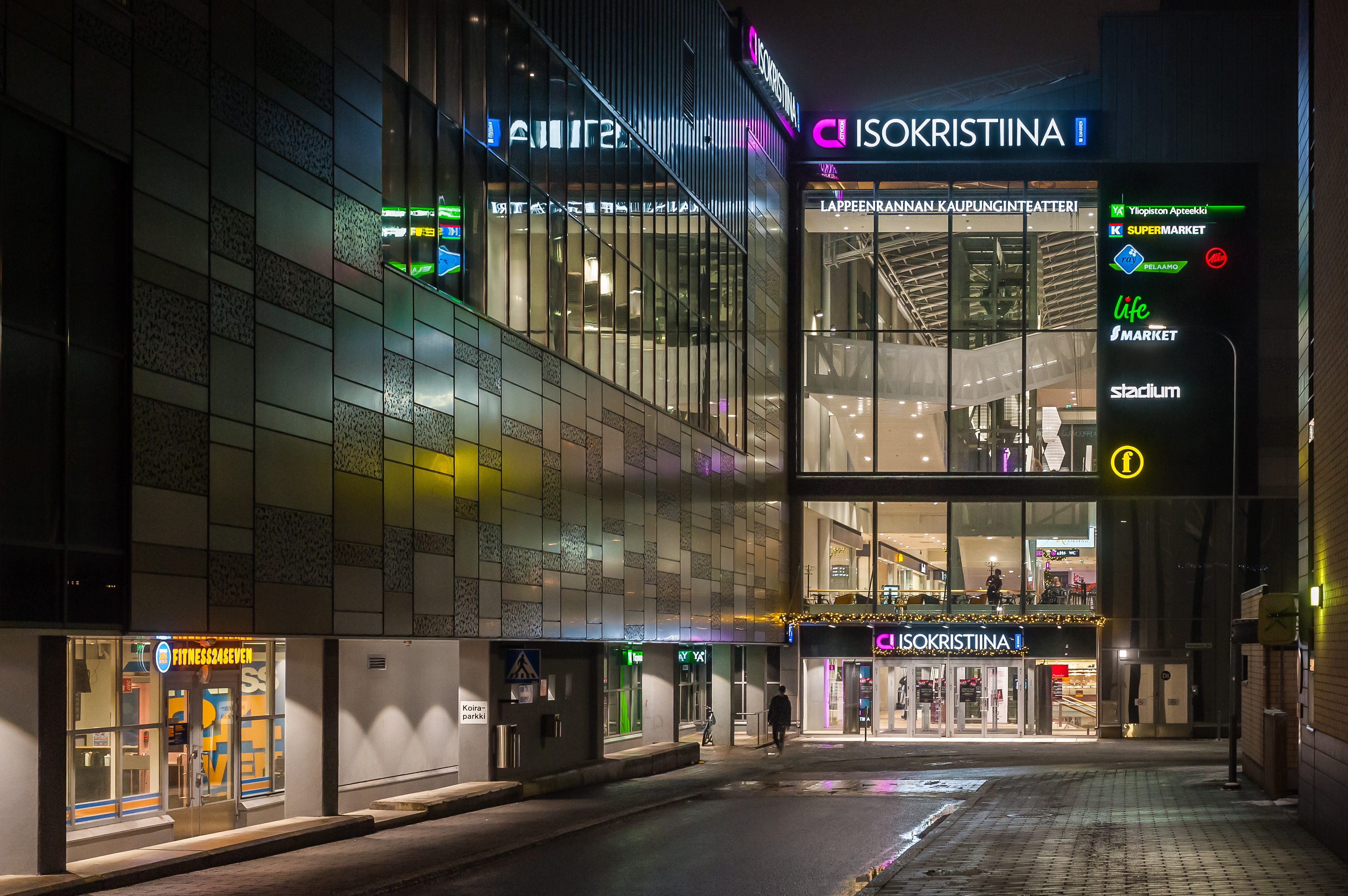
芬蘭拉彭兰塔廣場

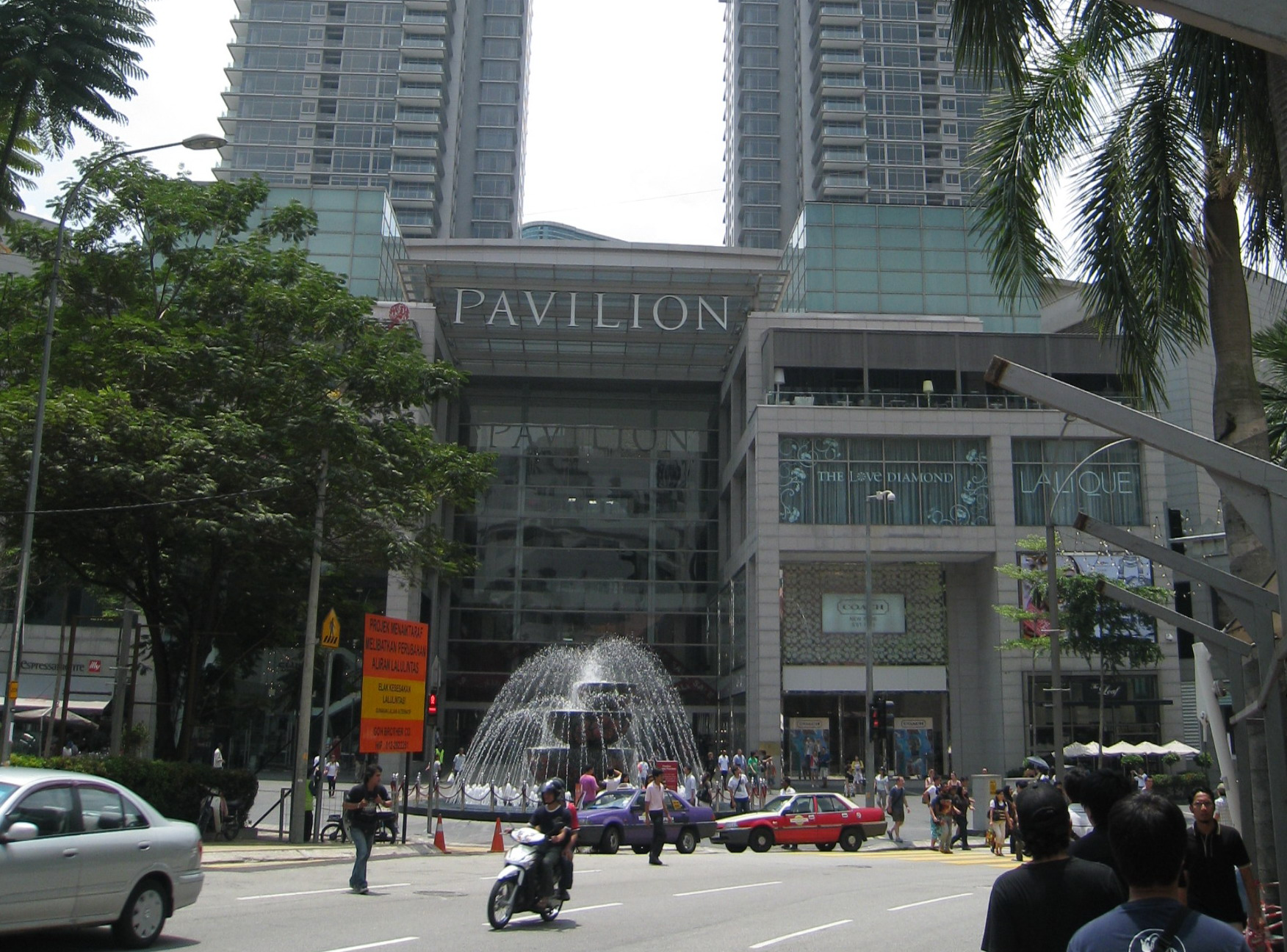
马来西亚吉隆坡柏威年广场

商場，或稱商城，是現代城市或郊區市鎮中常見的建築物，是結合購物、休閒、文化、娛樂、飲食、展示及資訊等設施於一體的商業設施。通常樓層不多，單樓的營業面積都很大，不過在人口密度較高的城市如東京、香港則有不少垂直式商場，佔地多層（香港的例子有銅鑼灣時代廣場、The ONE、MegaBox、國際廣場、希慎廣場、上水匯等），也常跟車站等共構，店家大部分是獨立一家店來承租。

## 定義
- 在不動產產業而言，「商場」是一種不動產的商品，有別於辦公室、住宅、停車場……等不動產商品的分類。
- 在流通產業而言，「商場」卻是一種業態（即經營型態），有別於百貨公司、量販店、超級市場、便利商店等經營型態的分類。[1]
- 狹義的商場（百貨公司、大樓商場）
在一個建築範圍或區域內，由競合之業種所共同構成，從事商品零售或批發販賣之經營場所，其經營權及所有權多為各自獨立，而經由共同協約針對公共利益設施之管制，並委由管理單位執行，以維護各商戶利益之商業型態。
- 廣義的商場（購物中心、地下街、商店街（步行街））
是一種經過完整規劃、設計、開發、租賃、經營與管理之多元化商業空間，以提供購物與消費為主要目的，並結合其他具有凝聚消費人群，促進購物與消費之相關商業機能，如娛樂、文教、餐旅、交通運輸、公共行政等服務設施，集多元化商業機能於一體，以滿足消費者一切購物需求之商業型態。

## 商舖類型
幾乎每一個大型商場，都會有百貨公司、超級市場（例外的有台灣桃園市蘆竹區台茂購物中心），少數則有量販店（例如：台灣新竹市東區Big City遠東巨城購物中心進駐愛買）。另外也會引入一些主力店（如快時尚品牌、老店、奢侈品名牌）以吸引顧客光顧。這些主力店雖然面積較大，租金也較一般商舖低，但有客源保證，也能吸引其他商舖進駐，亦有利商場融資。

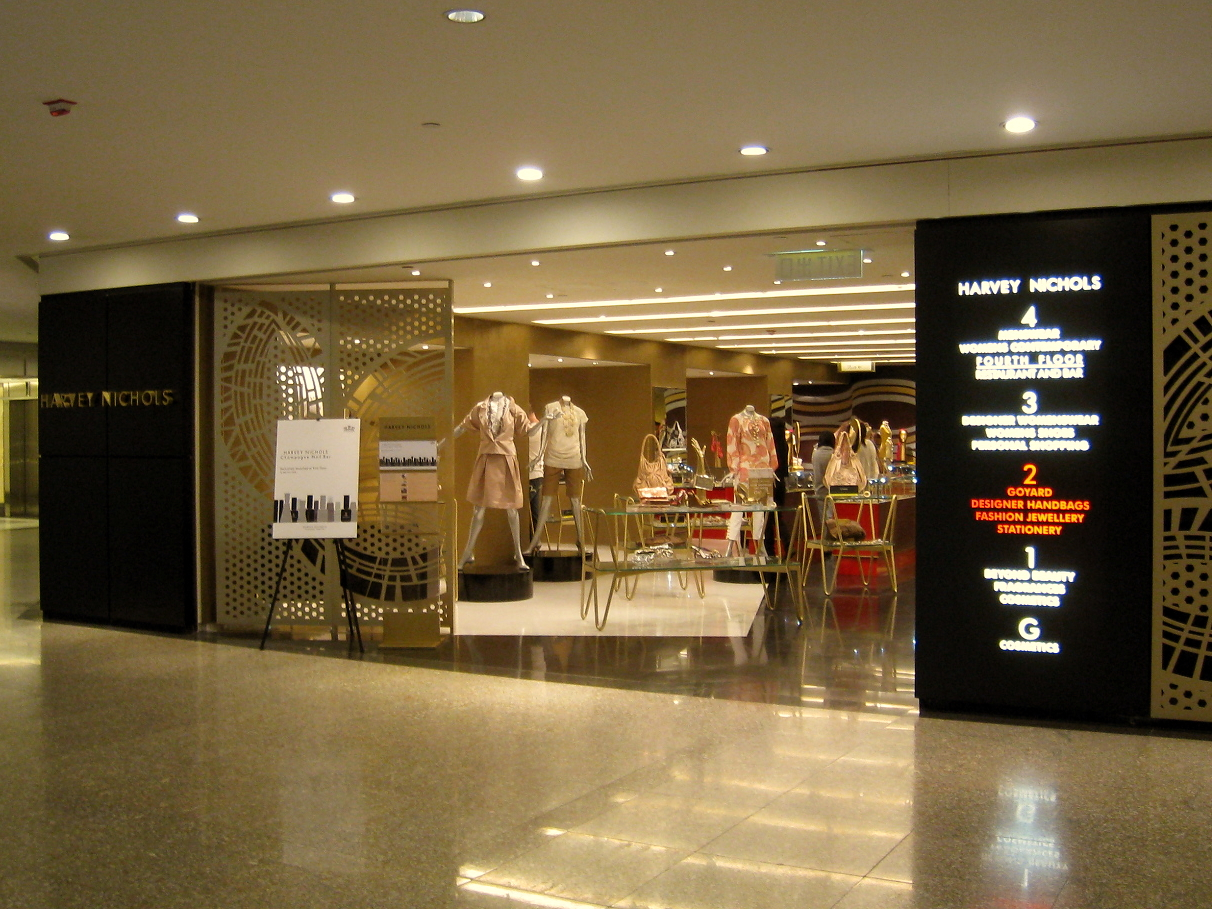
香港中環置地廣塲Harvey Nichols百貨公司
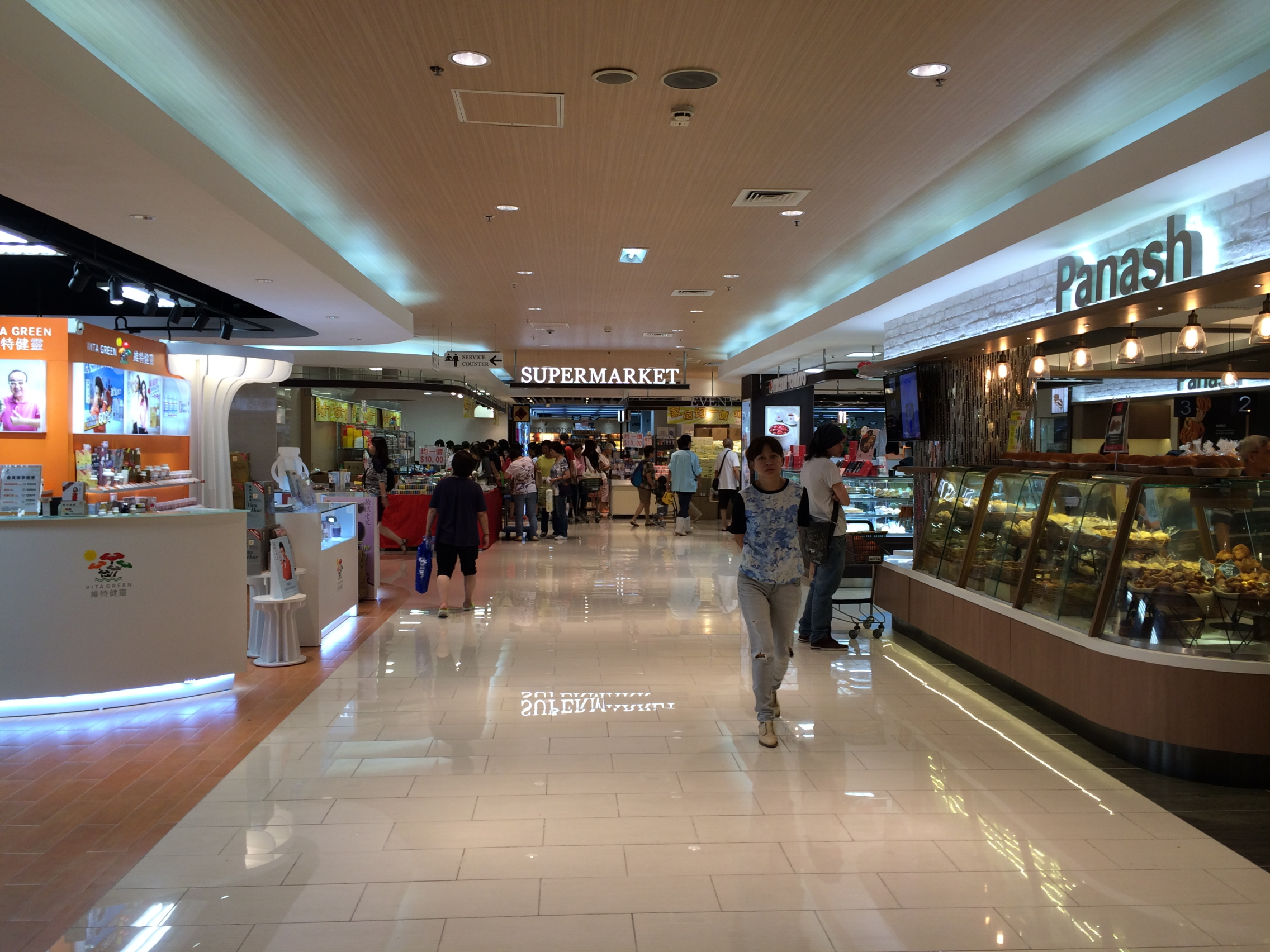
香港鰂魚涌太古城中心APITA超級市場
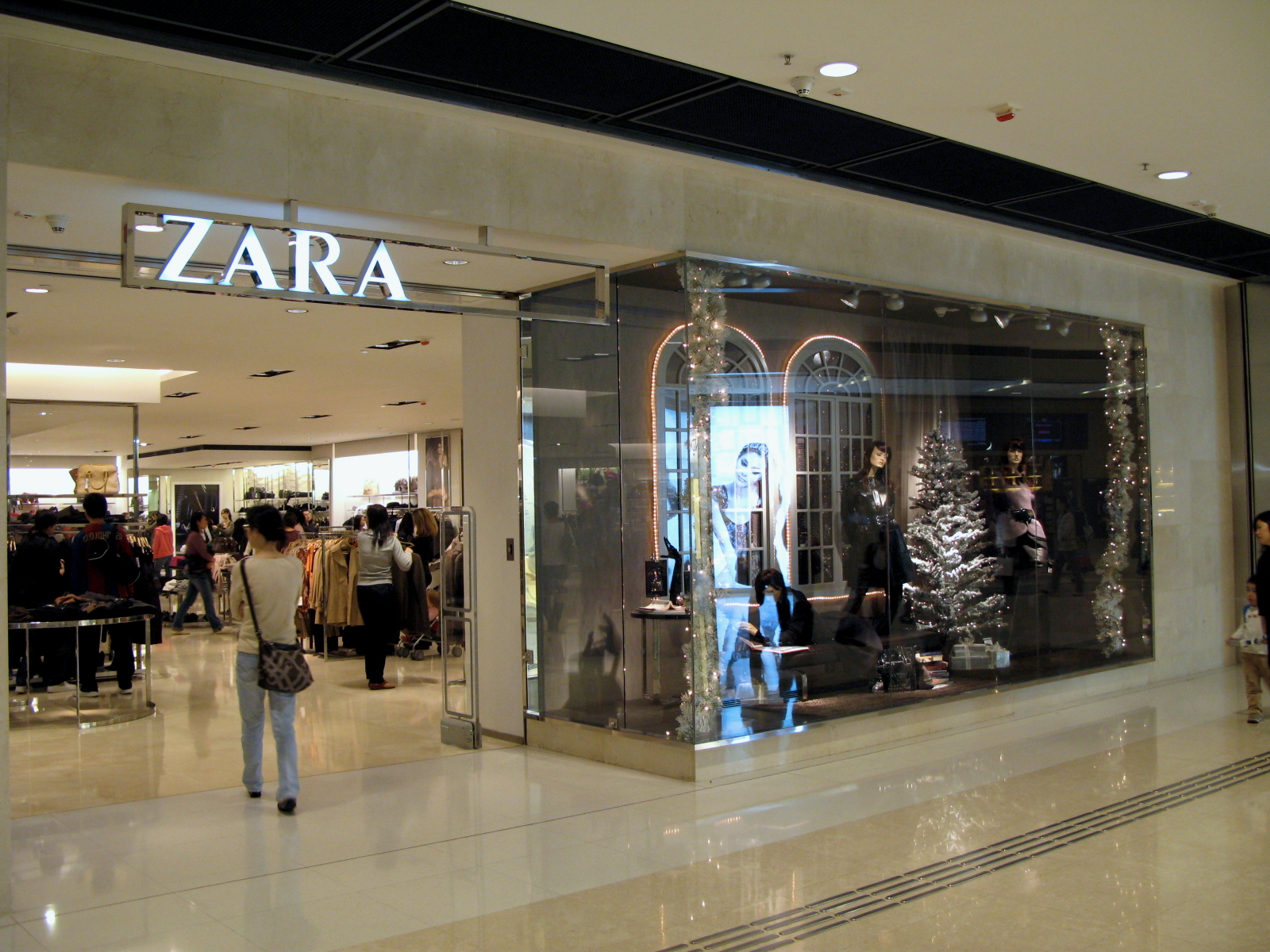
香港中環國際金融中心內的Zara

一些商場會設有美食廣場，由商場或美食廣場營運者提供舖位、清潔服務、收銀等，讓食肆營運者可專注製作食物，而不需兼顧其他非核心業務。

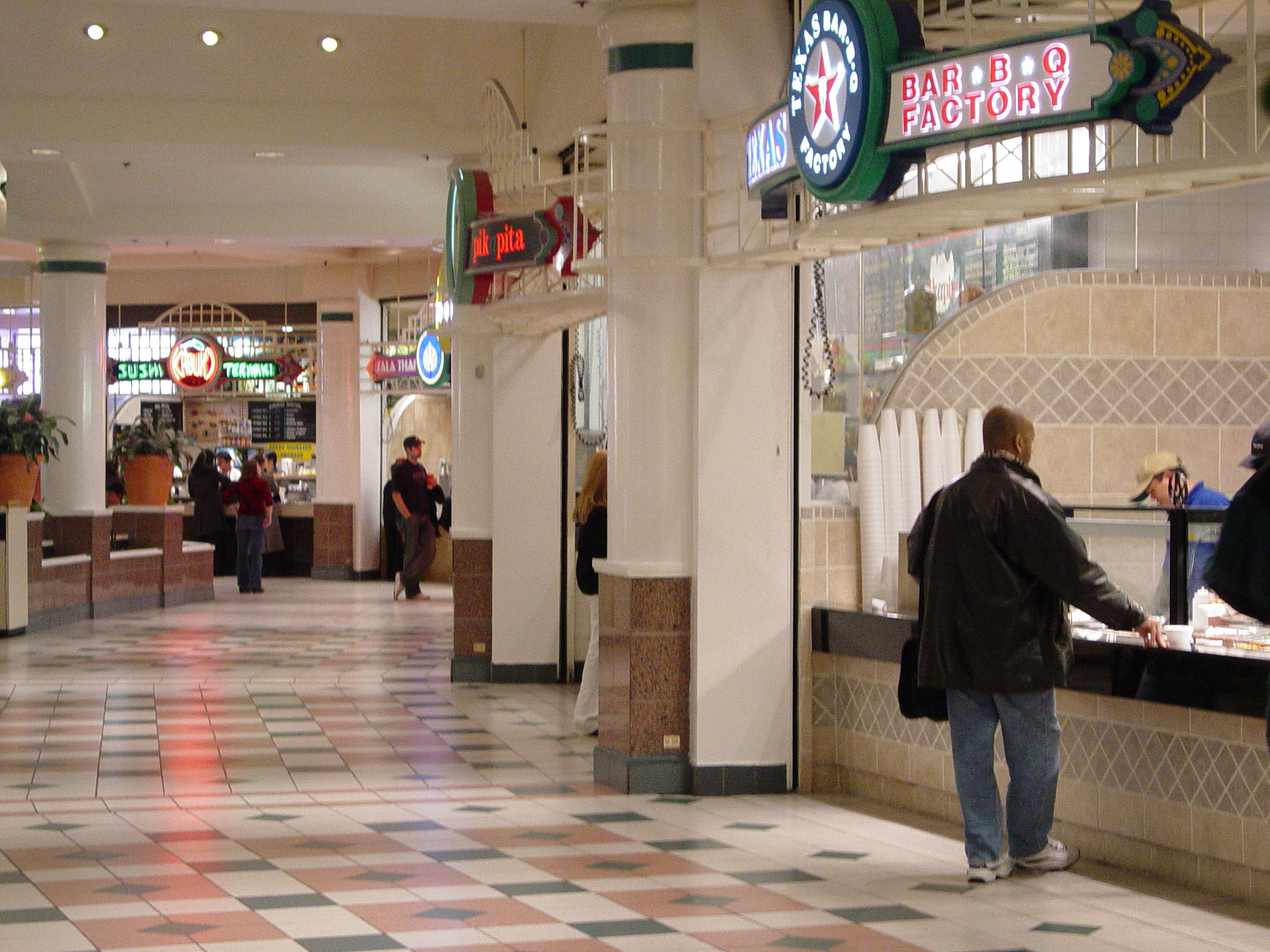
美國維珍尼亞州阿靈頓縣五角大樓城的時穎中心（Fashion Centre at Pentagon City）美食廣場
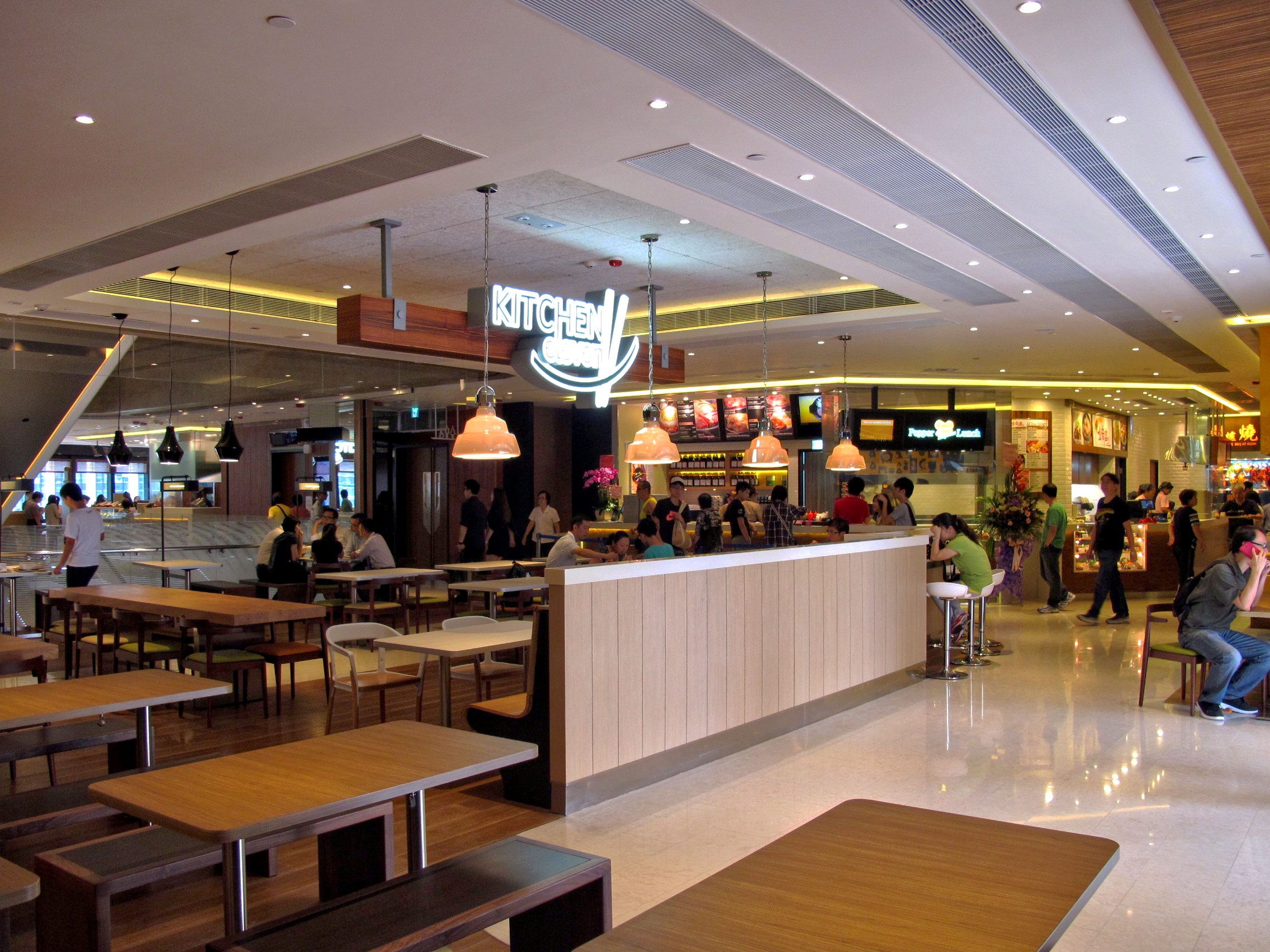
香港銅鑼灣希慎廣場Kitchen 11美食廣場
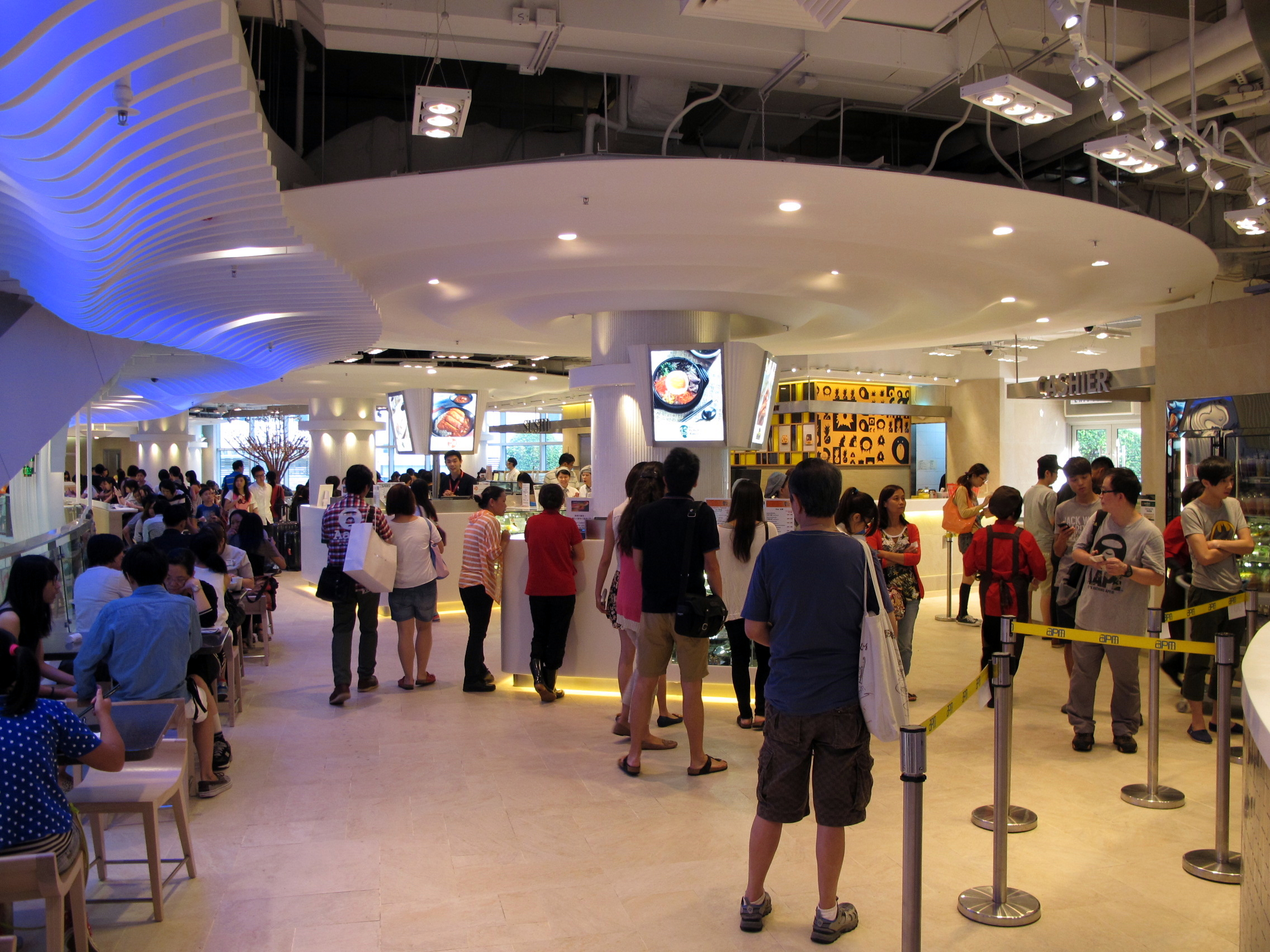
香港觀塘apm L2層 cookedDeli 美食廣場
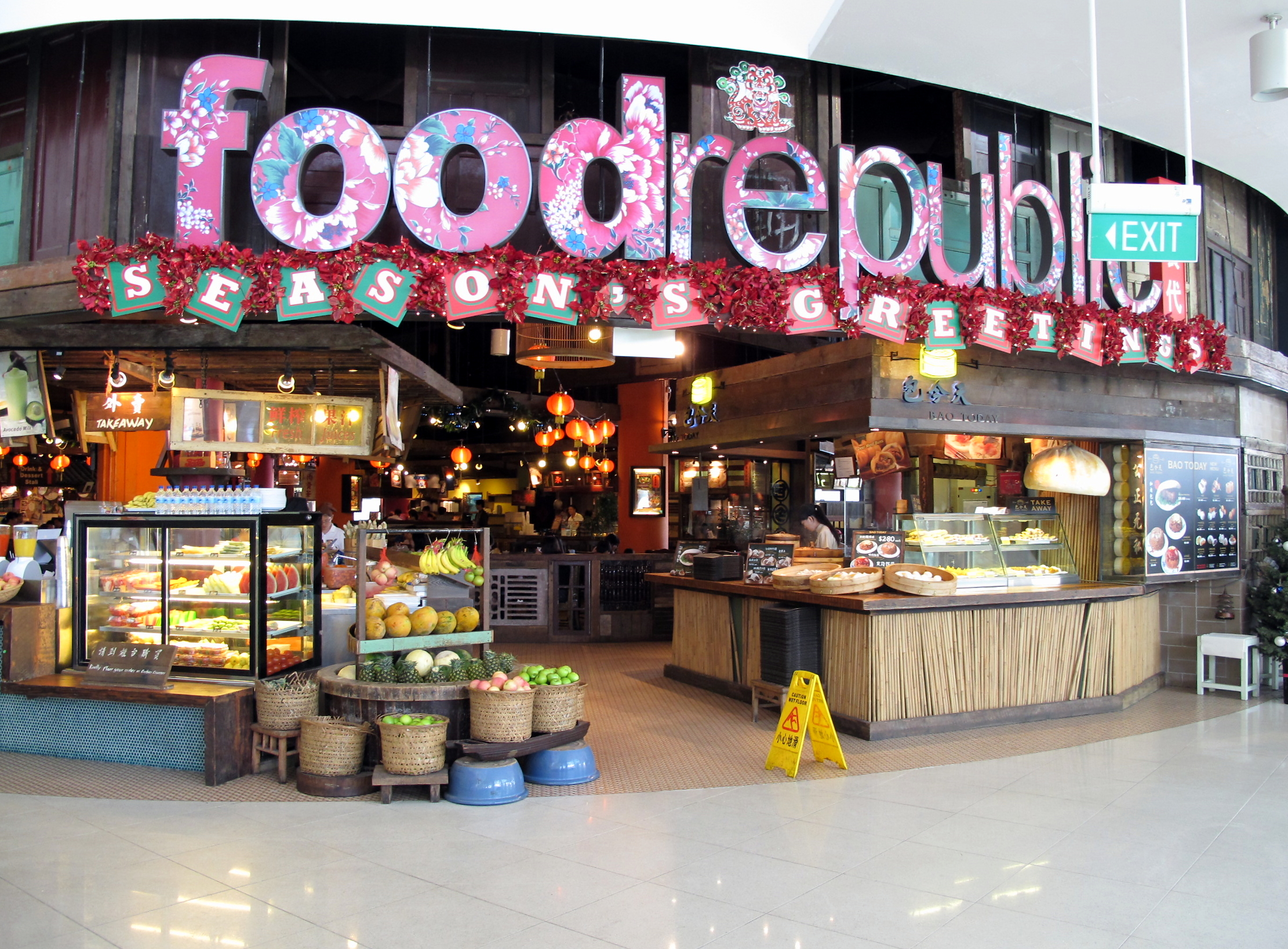
新加坡怡丰城3樓Food Republic美食廣場

一些大型商場也設有電影院、溜冰場、室內遊樂場等娛樂相關店舖/設施以吸引顧客。

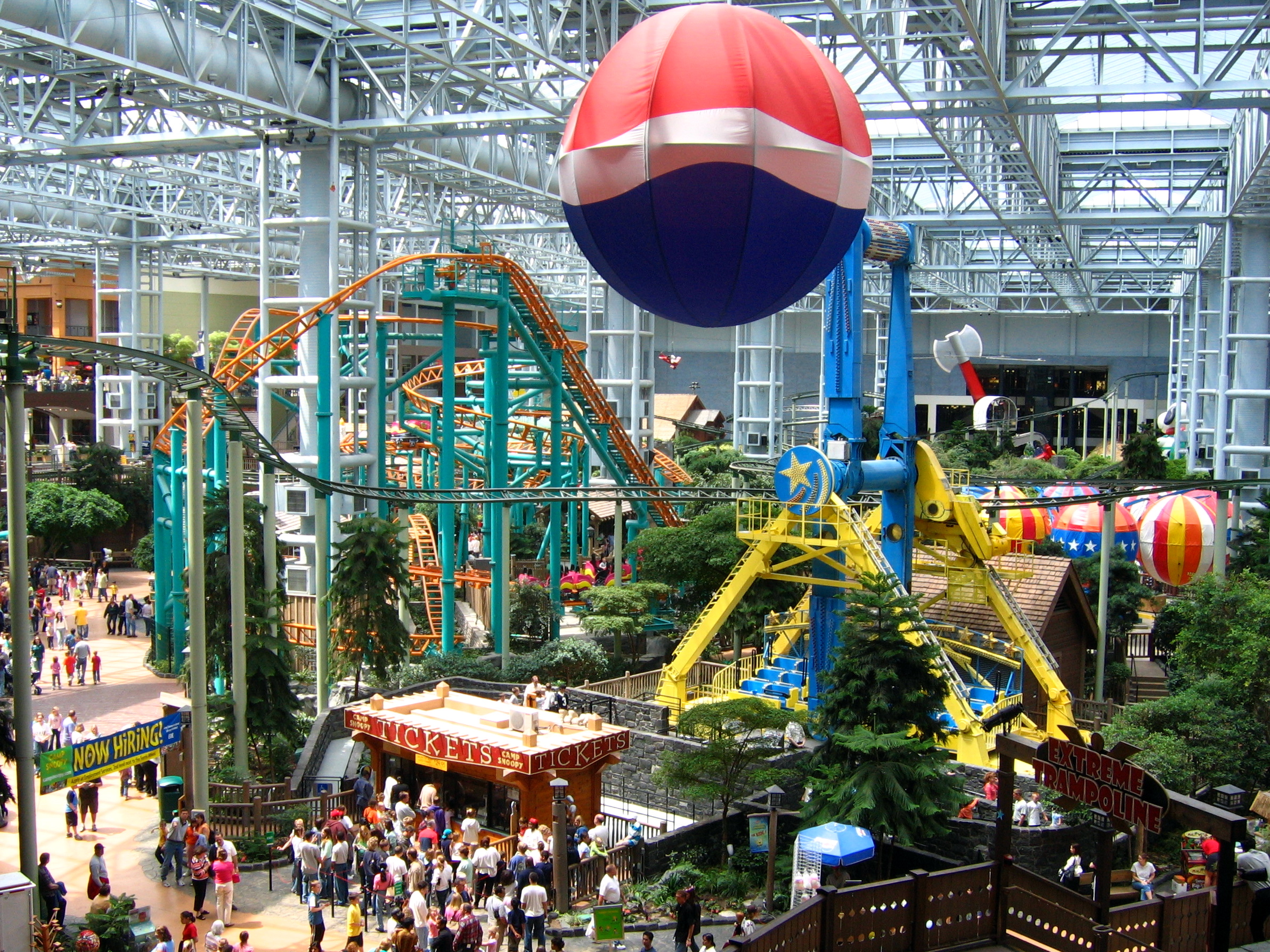
美國最大商場：明尼蘇達州Bloomington的Mall of America，內設遊樂場
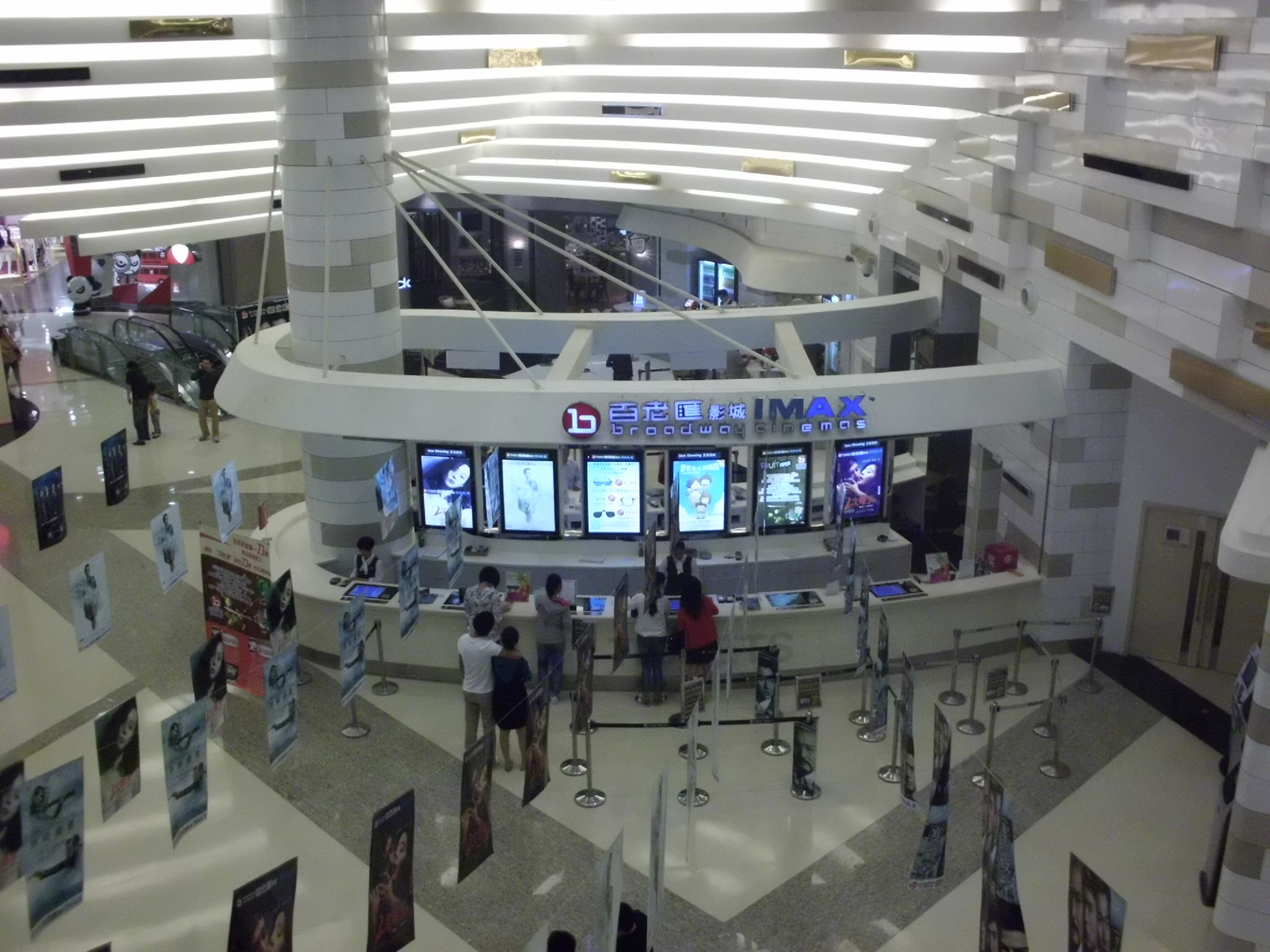
杭州萬象城的百老匯影城
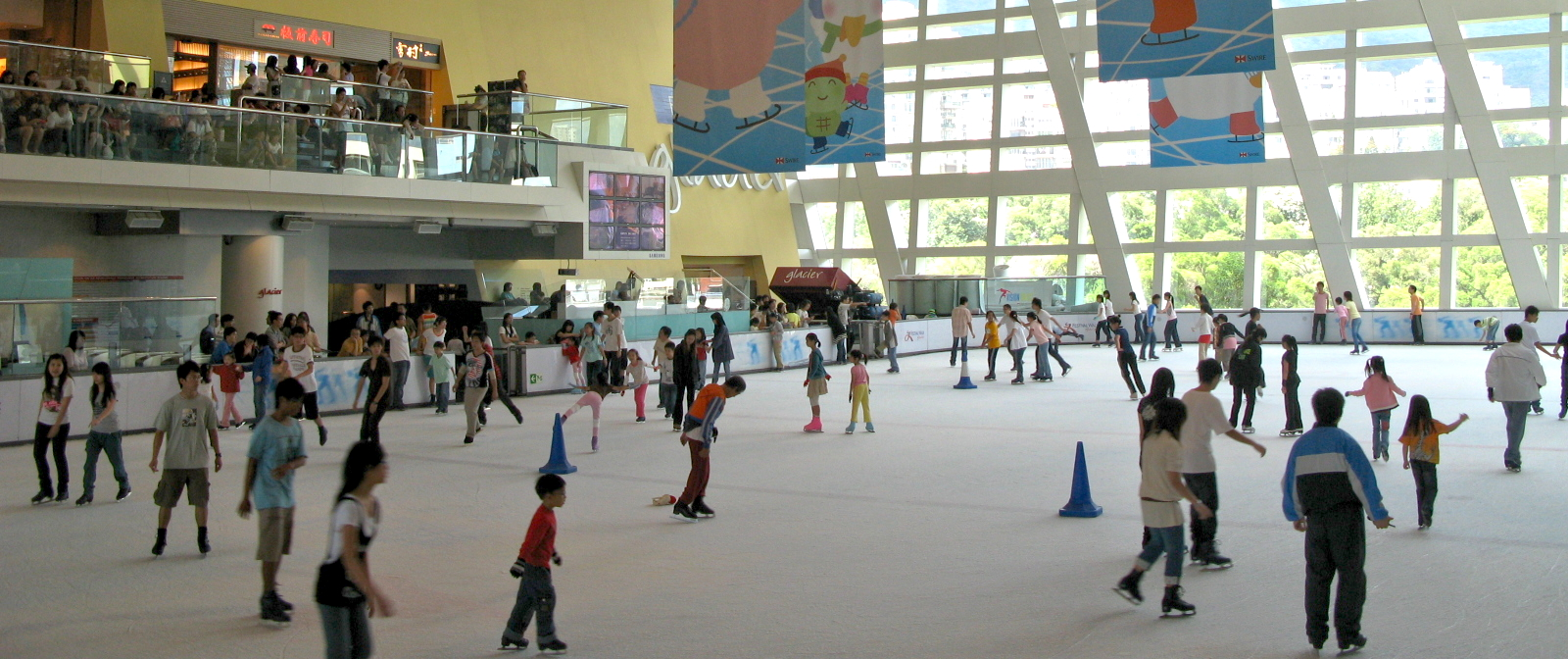
香港九龍塘又一城溜冰場

## 財務融資
興建商場需要大量的資金，因此不少開發商都會選擇向銀行借貸，如需更多資金，甚至由幾間銀行合組銀團貸款，因此這些債權人會對商場的招租抱有意見，以保障自身權益，及確保開發商能準時還債及繳付利息。部分開發商為減省財政負擔，會在建築期間將部分（例如臨街商舖）或全部商舖發售（如部分萬達廣場會在商場後面規劃一條步行街，將步行街街舖拆售）。在國外亦有將開發項目注入房地產信託基金，以減省利息支出。

## 營運管理
商場通常都由物業管理公司負責日常管理，而租務則由業主負責，但在中國內地也有物業管理公司兼營租務事宜，而在香港，因為《地產代理條例》規定，除業主及其直屬公司外，只有持牌公司才可從事與地產有關工作（包括租務），加上大型發展商都有自己的租務部及物業管理公司，兩者分屬不同公司，部分商場業主也會選擇將商場管理外判，因此租務和物業管理大多由不同公司負責。
在節日期間，商場也會進行宣傳推廣活動。在香港常見的宣傳推廣活動有聖誕新年、農曆新年、復活節、暑假、中秋、萬聖節等，而世界各地的商場也有國慶宣傳推廣活動。另外也會有消費抽獎、禮品換領等活動。有些社區商場也會不時舉辦社區活動。
商場也會根據法例要求、大廈公契、租約條款等進行種種措施（如控煙、處理違規擺放、日常維修、加裝消防設施等）。
商場一般都會購買保險，以保障業主及管理公司權益。
部分營運不善的商場會成為死寂商場。

## 網上購物競爭
在不少地區（如中國內地、美國），網上購物已對傳統的商場及百貨公司構成競爭。由於網上商店營運成本較傳統商場為低，網上貨品的售價比商場商店的售價要低，而種類也比傳統商場的多，也可讓顧客足不出戶就能購物，購物也附設送貨服務（雖然不少需額外收費，或由顧客自行承擔運費）。
網上購物的競爭，導致不少商場結業。在美國一千三百間商場中，約有二百間商場因網上購物盛行而結業。
為應付網上購物對商場的威脅，不少商場都會加大體驗式商舖的比例。也有商場開發商以特色建築吸引顧客。另外，也有商場在網站增設網購平台，以和網上購物平台競爭。

## 各地商場

### 日本
在日本，由于政府通过《百货店法》、《大规模零售业店铺法》（大店法）等法律保护小型零售商的利益，大型百货店的规划、建设手续繁琐，同时经营时间、营业面积严格受到法律规制，因此大型商场并没有在日本流行起来：全日本1970年以前只有131家购物中心，1970年代和1980年代分别新增了515和645家，且多位于市中心。1980年代末，《大店法》中为商场运营设置的诸多门槛导致许多外资商场业者难以进入日本，继而被美国基于WTO框架下认定是日本保护本土零售业的“非关税壁垒”，成为日美贸易问题的一部分；同时亦有日本学者认为原《大店法》在事实上巩固了已营业商场在市场上的的垄断地位。日本在1990年签订的《日美构造协议中间报告》提出分三步缓和《大店法》为商场业者设置的壁垒，以换取部分其他议题免于《301條款》调查。随着市郊化及泡沫经济破裂导致郊区土地价格低廉等因素影响，郊区地区也开始新建商场。1997年日本正式宣布将废止《大店法》，并新制定《大型店铺选址法》（大店立地法），《大店立地法》于2000年6月生效取代旧法。《大店立地法》废除了旧法中关于对于店铺经营的限制，但在规划层面对新建商场项目的设计标准，如交通阻塞、交通安全、停车、噪音、废弃物、废气排放等环境品质的规范进行了规定。

### 法國
在法國，一般大型商場營業面積約40,000平方公尺。商場最早都是設置在城市的郊區，並附有廣大的停車空間。但近年來市中心也開設更多的商場，像是巴黎的Westfield Forum des Halles或拉德芳斯的Les 4 Temps。
目前法國最大的商場是里昂的La Part-Dieu，營業面積高達159,300 m²，共有347家商店進駐，包括Apple、老佛爺百貨（Galeries Lafayette）、家樂福等大品牌。

## 類型
國際購物中心協會將美國八種類型的購物中心，依購物中心建築體的型式（Malls）即封閉式與開放式（Open-Air
Centers）二類區分為二群購物中心。封閉式建築包括區域型購物中心及超區域購物中心，開放式建築包括鄰里型購物中心，社區型購物中心，生活風格購物中心（Lifestyle Center），主力型購物中心（Power Center），主題/慶典型購物中心（Theme/Festival Center）及清倉特賣購物中心等六類。但是這些分類是概念性的，通常並無法精確區分，大多數的購物中心可能有2種以上特徵或混合多種類型而成:32。

### 以行業分類
以行業分類包括時裝商場、電腦商場、珠寶手飾商場、手機商場、美食商場、婚嫁商場、嗜好商場、文化商場、家居商場、運動商場、主題商場等。

#### 時裝商場

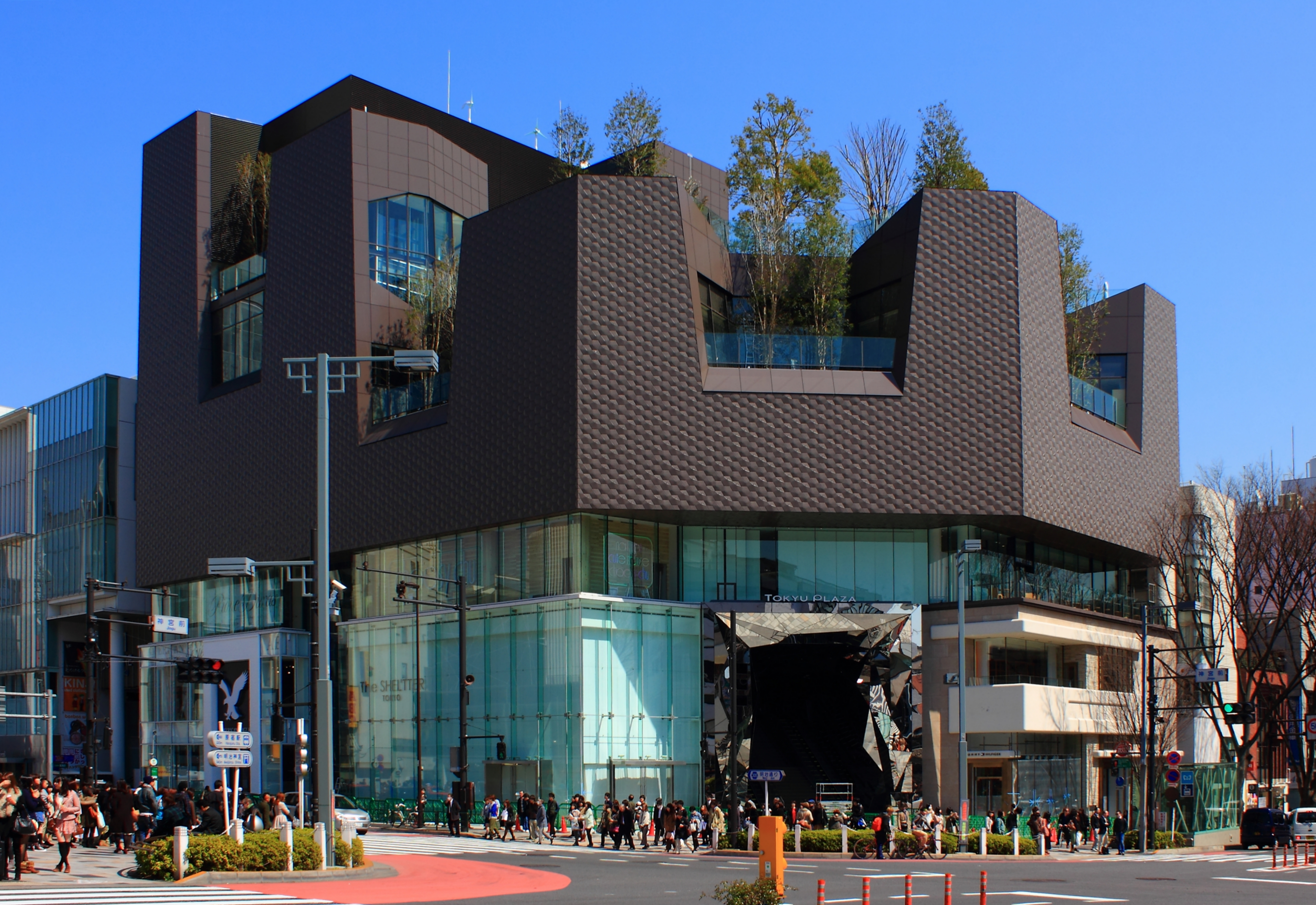
東京表參道TOKYU PLAZA

意指以時裝和生活雜貨專門店為主要承租戶的商場大樓。在日本，「時裝大樓」十分普遍，位於市中心的商業區及JR車站上蓋，主要目標客群為對流行敏感度較高的年輕人，相比價格較百貨公司低，主要包括LUMINE、OIOI、PARCO、表參道TOKYU PLAZA、表參道Hills及六本木新城。香港的例子有旺角中心一期、新城市廣場一期、V City、Citylink、香港工業中心等。中國的例子有東門 UCT。马来西亚的例子则有何清园批发城。

#### 電腦商場
商舖以售賣電腦及周邊產品為主。香港的例子有黃金電腦商場、高登電腦中心、旺角電腦中心、灣仔電腦城、298電腦特區、重建前的國都廣場等。中國的例子有賽格電子市場。台灣的例子有光華數位新天地。马来西亚的例子则有刘蝶广场和槟城光大数码城。
- 珠寶手飾商場
- 手機商場

#### 美食商場
香港的例子有黃埔美食坊、旺角Deli2。中國的例子有幸福匯美食城。

#### 婚嫁商場
商舖以婚嫁服飾用品和婚禮統籌為主。香港的例子有金都商場、百利商場。

#### 嗜好商場
商舖以售賣嗜好產品為主。香港的例子有好旺角商場（集郵）、皆旺商場（玩具）、現時點（玩具）、東方188（電玩動漫）、德發商場（音響）等。中國的例子有東門朗豪坊（電玩動漫）。

#### 文化商場
商舖以售賣文化產品為主。中國的例子有深圳書城中心城、深圳書城南山城、深圳書城寶安城、武漢漢陽人信匯等。台灣例子有誠品生活松菸店。

#### 家居商場
商舖以售賣家居用品、傢俬、室內設計為主。香港例子有HomeSquare、黃埔家居庭；中國的例子有深圳星河第三空間；台灣例子有宜家家居、特力家居、台北悅家居。

#### 運動商場
商舖以售賣運動用品為主。香港例子有WK廣場。

#### 主題商場
主題商場擁有獨特的統一的主題。它們通常位於市區以迎合遊客。零售面積由80,000至250000平方英尺不等。如泰國曼谷Terminal 21。

### 以客源分類
以客源分類包括綜合性商場（即客源包括所有年齡階層）、年青人商場、兒童商場、女性商場、男性商場、遊客商場（如名牌折扣商場）、批發商場等。
- 年青人商場：商場定位以年青人為主，商舖以潮流、服飾等為主。香港的例子有Chic之堡、潮流特區、信和中心等。
- 兒童商場：商場定位以兒童為主，商舖包括童裝、玩具、小兒教育等。香港的例子有黃埔新天地Kids Zone、荃灣Kids City Outlet。中國內地的例子有宝大祥青少年儿童购物中心、深圳七巧國等。
- 女性商場：商場定位以女性為主，常見商舖包括時裝服飾、美容等。香港的例子有旺角中心一期。
- 男性商場：商場定位以男性為主。香港的例子有旺角荷李活購物商場。
- 遊客商場：商場定位以遊客為主，一般設在遊客區。香港的例子有昂坪市集、凌霄閣、山頂廣場。澳門的例子有澳門旅遊塔。另外，不少星級酒店的基座都附設高檔商場。此外，世界各地不少賭場都附設大型購物中心，如澳門（包括澳門威尼斯人、澳門巴黎人、新濠影滙）、马来西亚云顶高原和美國拉斯維加斯。
- 批發商場：商場以批發商為主要商戶。香港的例子有香港工業中心下的時裝批發商場。中國內地的例子有華南城、義烏小商品批發市場。

## 相關
- 死寂商場
- 百貨公司
- 最大购物中心列表